# 似䱻
似䱻（学名：Belligobio nummifer）为輻鰭魚綱鯉形目鲤科似䱻屬的鱼类，是中国的特有物种。分布于甬江、灵江、富春江和长江水系等，體長可達14.3公分。该物种的模式产地在宁波。

## 扩展阅读
維基物種上的相關：似䱻